# البوکمال
ابوکمال (به عربی: أبو کمال) یا البوکمال (به کردی : bu kemal)، (به عربی: البوكمال‎) شهری در استان دیرالزور در امتداد رود فرات در کشور سوریه واقع شده‌است. این شهر با کشور عراق هم‌مرز است. جمعیت این شهر ۶۰٫۵۰۵ نفر است.

## جنگ داخلی سوریه

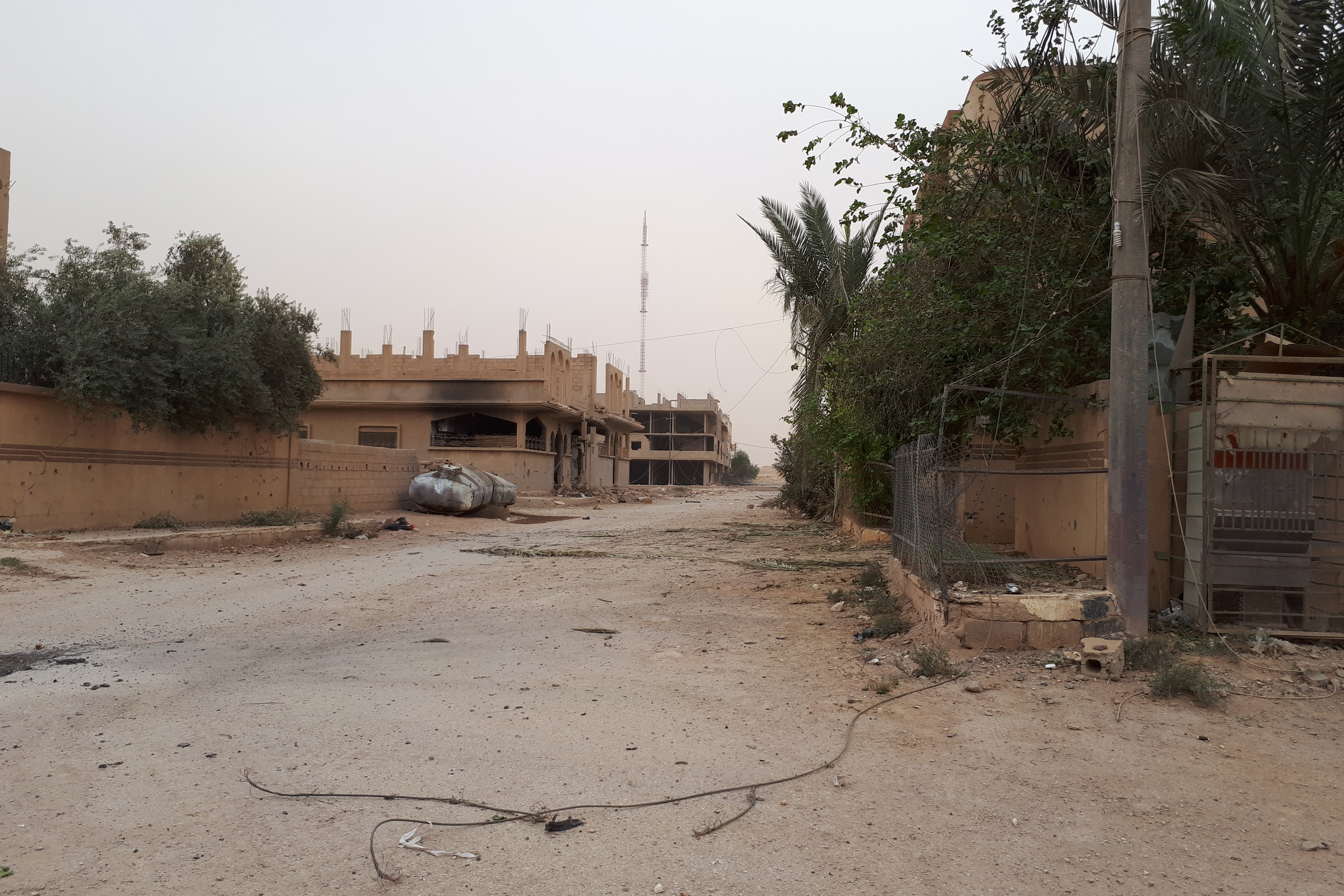
یکی از مناطق ابو کمال (۱۹ نوامبر ۲۰۱۷)

در جریان جنگ داخلی سوریه، در اواخر ژوئیه ۲۰۱۲، ارتش آزاد سوریه به همراه پست مرزی مرتبط با عراق، این شهر را تصرف کرد. در اوایل سپتامبر ۲۰۱۲، فرانس ۲۴ گزارش داد که فرودگاه نظامی حمدان تحت حمله ارتش آزاد سوریه قرار دارد. در ۱۶ نوامبر ۲۰۱۲، ارتش آزاد سوریه فرودگاه نظامی حمدان و حومه آن را تصرف کرد که زمانی برای انتقال محصولات کشاورزی مورد استفاده قرار می‌گرفت، اما به پایگاهی برای هلیکوپتر و تانک‌های نظامی تبدیل شده بود. تصرف پایگاه حمدان به این معنا بود که نیروهای ارتش سوریه همه پایگاه‌های هوایی استان دیرالزور (به غیر از فرودگاه نظامی در شهر دیر الزور) را از دست داده‌اند.

### تصرف داعش
ابوکمال بین اواخر ژوئن و اوایل ژوئیه ۲۰۱۴ در طی یک حمله سه‌ماهه در استان دیر الزور به دست نیروهای داعش افتاد. در ۳ ژوئیه ۲۰۱۴، دیدبان حقوق بشر سوریه اعلام کرد که شهر میادین، دومین شهر بزرگ استان دیر الزور پس از عقب‌نشینی جبهه النصره، تحت کنترل داعش درآمد. در ۳ ژوئیه ۲۰۱۴، همه شهرها و روستاهای موجود در مسیر ابو کمال به الباب که از استان رقه عبور می‌کردند به اشغال داعش درآمدند.
به دلیل فاصله گرفتن از خط مقدم، این شهر از سال ۲۰۱۴ (پیشروی داعش) تا سال ۲۰۱۷ (عقب‌نشینی داعش) شاهد درگیری‌های کوچکی بوده‌است. در جریان توقف درگیری‌ها، در ژوئن ۲۰۱۶ ابو کمال هدف حمله جیش مغاویر الثوره (گروه شورشی تحت حمایت آمریکا) قرار گرفت این حمله تنها یک روز طول کشید و منجر به شکست کامل جیش مغاویر الثوره به ابو کمال شد.
در ۱۴ اکتبر ۲۰۱۷ ارتش سوریه کنترل شهر میادین واقع در ۸۰ کیلومتری ابو کمال را به دست گرفت. پس از آن ابو کمال به تنها شهر بزرگ باقی مانده در کنترل داعش تبدیل شد.

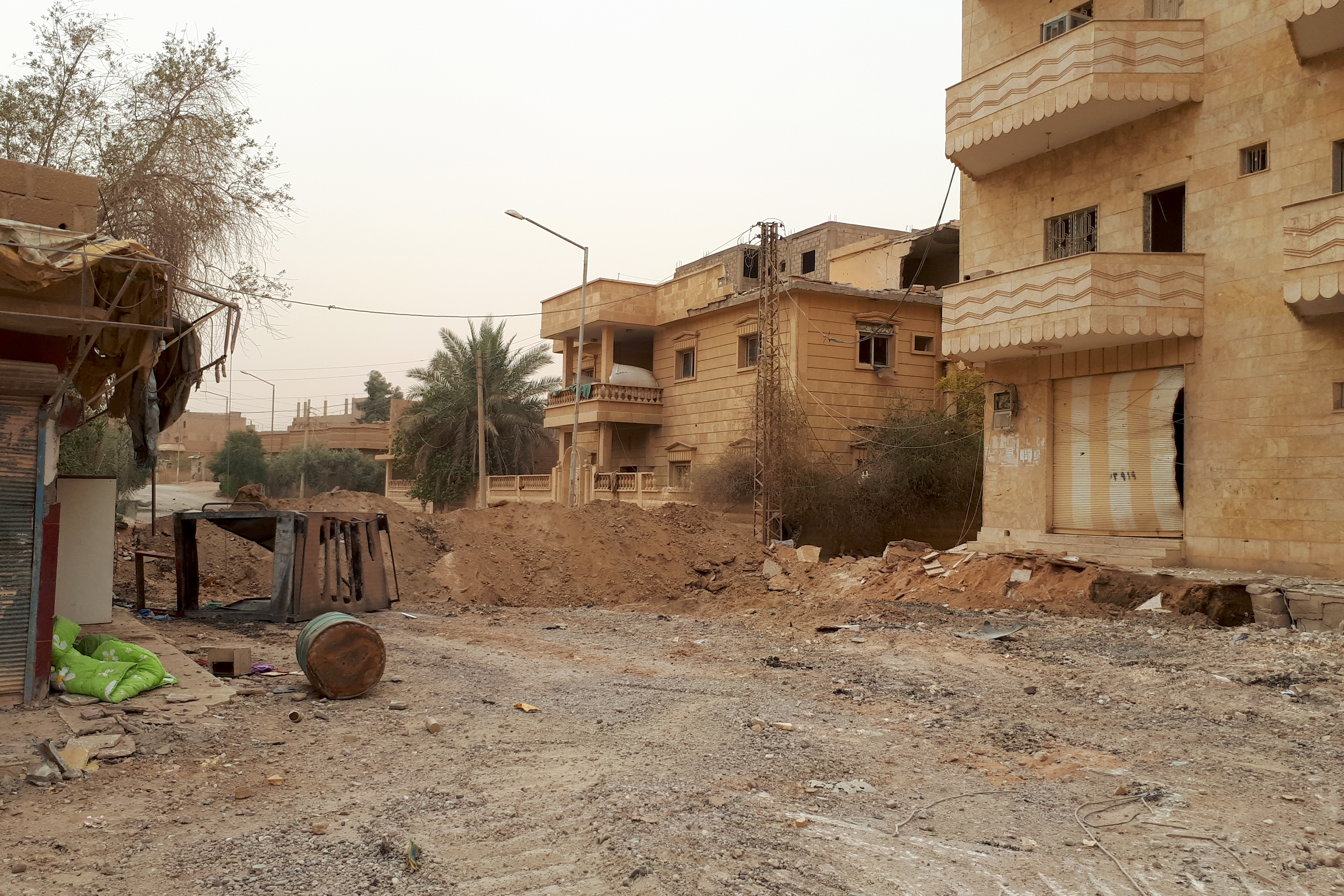
ابو کمال، ساختمان‌های ویران‌شده (۱۹ نوامبر ۲۰۱۷)

در ۲۵ اکتبر ۲۰۱۷، جاده القائم - ابو کمال - میادین - دیرالزور پس از یک سری حملات هوایی که توسط نیروی هوایی روسیه انجام شده بود، مسدود شد.
از ۱ تا ۴ نوامبر ۲۰۱۷ بمب افکن Tu-22M3 روسیه حمله هوایی به اشیاء داعش در نزدیکی ابو کمال انجام داد. در ۷ نوامبر ۲۰۱۷ ارتش سوریه با پشتیبانی نیروهای ایرانی و حزب‌الله عملیات بازپس‌گیری ابوکمال از داعش را آغاز کرد.

در ۹ نوامبر ۲۰۱۷، داعش از ابوکمال عقب‌نشینی کرد پس از آن، نیروهای داعش در روستاها و شهرهای کوچک در بیابان سوریه پراکنده شدند. ژنرال علی میهوب، سخنگوی ارتش، اعلام کرد که: 
″آزادسازی ابو کمال از اهمیت ویژه‌ای برخوردار است، زیرا پروژه این گروه در منطقه و به‌طور کلی توهمات هواداران آن برای تقسیم سوریه، شکست خورد بخش‌های بزرگی از مرز سوریه با عراق را کنترل کرده و امنیت مسیرهای بین دو کشور را تأمین کردیم. ″

یک روز بعد سرهنگ سرگئی سوروکین، فرمانده نیروهای روسیه در سوریه، بازپس‌گیری ابو کمال را تأیید کرد وی همچنین گفت:
«واحدهای گروهان پنجم حمله، گروه‌های حمله به فرماندهی سرتیپ سهیل و دیگر شبه نظامیان، با پشتیبانی نیروی هوایی روسیه در آزادسازی ابو کمال شرکت کردند. در مراحل پایانی جنگ، ارتش عربی سوریه کنترل مرزهای سوریه و عراق را در نزدیکی رود فرات به دست آورد.».
با این وجود، این شهر در ۱۱ نوامبر ۲۰۱۷ مجدداً به کنترل داعش درآمد. ارتش سوریه و هم پیمانانش در ۱۹ نوامبر ۲۰۱۷ کنترل کامل شهر را به دست گرفتند. نگرانی‌ها در این مورد که داعش از منطقه بیرون رفته‌است، چه اتفاقی خواهد افتاد، افزایش‌یافته‌است.

### حضور ایران
به دنبال از بین بردن داعش، شبه نظامیان متحد ایران از اواخر سال ۲۰۱۷، ابو کمال و حومه آن را تصرف کردند. از اواخر سال ۲۰۱۷ میلادی، نیروهای بسیج مردمی عراق که با سپاه پاسداران انقلاب اسلامی ایران ارتباط دارند، کنترل گذرگاه مرزی قائم را در دست داشتند؛ در حالی که حزب‌الله و شبه نظامیان حیدریون، فاطمیون و زینبیون کنترل میادین، غرب ابو کمال و مناطق جنوبی رودخانه فرات را در دست داشتند. نیروهای دموکراتیک سوریه (SDF) کنترل مناطق شمالی فرات را در دست داشتند.
فاکس‌نیوز در ۴ سپتامبر ۲۰۱۹ مدعی شد که تصاویری ماهواره ای به دست آورده که نشان می‌دهد ایران یک پایگاه نظامی جدید را در سوریه در کنار پایگاه نظامی امام علی، در نزدیکی ابوکمال در مرز سوریه و عراق احداث کرده‌است. در ۹ سپتامبر ۲۰۱۹ فاکس نیوز گزارش داد که «شبه نظامیان تحت حمایت ایران» هدف حملات هوایی قرار گرفته‌اند و دستکم ۱۸ تن از نیروهای ایرانی و متحد آن در آن حمله کشته شدند که به نظر می‌رسد این حمله، مشابه حمله هوایی سال ۲۰۱۸ به پایگاه کتائب حزب‌الله است. همچنین پنج حمله هوایی مشابه در عراق بین ۱۹ ژوئیه تا ۲۵ اوت ۲۰۱۹ اتفاق افتاد.
در ۳۰ سپتامبر ۲۰۱۹ و پس از هشت سال تعطیلی، سوریه و عراق دوباره گذرگاه مرزی القائم بین ابوکمال و قائم را بازگشایی کردند.
در ۲۵ دسامبر ۲۰۱۹ سایت‌های متعلق به شبه نظامیان ایرانی در منطقه دیر الزور در شرق سوریه در نزدیکی مرز با عراق مورد یک حمله موشکی قرار گرفتند. به گفته دیدبان حقوق بشر سوریه، دومین حمله در این ناحیه در عرض یک هفته گزارش شده‌است در این حمله ۵ تن کشته شدند و سه تن دیگر نیز در حمله اولیه کشته شده‌اند. مقر شبه نظامیان ایرانی در ابوکمال و یک سایت در الجلاء واقع در شمال ابوکمال در این حمله مورد اصابت قرار گرفت. گزارش‌ها حاکی از آن است که پایگاه نظامی حزب‌الله نیر مورد حمله قرار گرفته‌است.

## آب و هوا
| داده‌های اقلیم ابوکمال (۱۹۶۱–۱۹۹۰) | داده‌های اقلیم ابوکمال (۱۹۶۱–۱۹۹۰) | داده‌های اقلیم ابوکمال (۱۹۶۱–۱۹۹۰) | داده‌های اقلیم ابوکمال (۱۹۶۱–۱۹۹۰) | داده‌های اقلیم ابوکمال (۱۹۶۱–۱۹۹۰) | داده‌های اقلیم ابوکمال (۱۹۶۱–۱۹۹۰) | داده‌های اقلیم ابوکمال (۱۹۶۱–۱۹۹۰) | داده‌های اقلیم ابوکمال (۱۹۶۱–۱۹۹۰) | داده‌های اقلیم ابوکمال (۱۹۶۱–۱۹۹۰) | داده‌های اقلیم ابوکمال (۱۹۶۱–۱۹۹۰) | داده‌های اقلیم ابوکمال (۱۹۶۱–۱۹۹۰) | داده‌های اقلیم ابوکمال (۱۹۶۱–۱۹۹۰) | داده‌های اقلیم ابوکمال (۱۹۶۱–۱۹۹۰) | داده‌های اقلیم ابوکمال (۱۹۶۱–۱۹۹۰) |
| ماه                               | ژانویه                            | فوریه                             | مارس                              | آوریل                             | مه                                | ژوئن                              | ژوئیه                             | اوت                               | سپتامبر                           | اکتبر                             | نوامبر                            | دسامبر                            | سال                               |
| --------------------------------- | --------------------------------- | --------------------------------- | --------------------------------- | --------------------------------- | --------------------------------- | --------------------------------- | --------------------------------- | --------------------------------- | --------------------------------- | --------------------------------- | --------------------------------- | --------------------------------- | --------------------------------- |
| میانگین بیش‌ترین °C (°F)           | ۱۳٫۴ (۵۶)                         | ۱۶٫۴ (۶۲)                         | ۲۰٫۸ (۶۹)                         | ۲۶٫۵ (۸۰)                         | ۳۲٫۸ (۹۱)                         | ۳۷٫۷ (۱۰۰)                        | ۴۰٫۶ (۱۰۵)                        | ۳۹٫۹ (۱۰۴)                        | ۳۶٫۵ (۹۸)                         | ۲۹٫۷ (۸۵)                         | ۲۱٫۵ (۷۱)                         | ۱۵٫۱ (۵۹)                         | ۲۷٫۶ (۸۲)                         |
| میانگین روزانه °C (°F)            | ۷٫۴ (۴۵)                          | ۹٫۹ (۵۰)                          | ۱۴٫۰ (۵۷)                         | ۱۹٫۶ (۶۷)                         | ۲۵٫۲ (۷۷)                         | ۲۹٫۲ (۸۵)                         | ۳۲٫۶ (۹۱)                         | ۳۱٫۶ (۸۹)                         | ۲۷٫۸ (۸۲)                         | ۲۱٫۶ (۷۱)                         | ۱۴٫۰ (۵۷)                         | ۸٫۸ (۴۸)                          | ۲۰٫۱ (۶۸)                         |
| میانگین کم‌ترین °C (°F)            | ۲٫۱ (۳۶)                          | ۳٫۹ (۳۹)                          | ۷٫۲ (۴۵)                          | ۱۲٫۰ (۵۴)                         | ۱۶٫۷ (۶۲)                         | ۲۰٫۹ (۷۰)                         | ۲۳٫۸ (۷۵)                         | ۲۳٫۲ (۷۴)                         | ۱۹٫۰ (۶۶)                         | ۱۳٫۸ (۵۷)                         | ۷٫۲ (۴۵)                          | ۳٫۴ (۳۸)                          | ۱۲٫۸ (۵۵)                         |
| بارندگی میلی‌متر (اینچ)            | ۲۳٫۲ (۰٫۹۱)                       | ۱۷٫۷ (۰٫۷)                        | ۲۴٫۳ (۰٫۹۶)                       | ۲۲٫۰ (۰٫۸۷)                       | ۷٫۵ (۰٫۳)                         | ۰٫۷ (۰٫۰۳)                        | ۰٫۰ (۰)                           | ۰٫۰ (۰)                           | ۰٫۳ (۰٫۰۱)                        | ۷٫۲ (۰٫۲۸)                        | ۱۰٫۳ (۰٫۴۱)                       | ۲۱٫۹ (۰٫۸۶)                       | ۱۳۵٫۱ (۵٫۳۲)                      |
| میانگین روزهای بارندگی (≥ ۱.۰ mm) | ۴٫۳                               | ۳٫۲                               | ۳٫۵                               | ۲٫۷                               | ۱٫۴                               | ۰٫۱                               | ۰٫۰                               | ۰٫۰                               | ۰٫۱                               | ۱٫۴                               | ۱٫۸                               | ۳٫۵                               | ۲۲٫۰                              |
| منبع: NOAA                        |                                   |                                   |                                   |                                   |                                   |                                   |                                   |                                   |                                   |                                   |                                   |                                   |                                   |